# Station Ibbenbüren-Esch
Station Ibbenbüren-Esch (Bahnhof Ibbenbüren-Esch, tot 12 december 2004 Esch (Westfalen)) is een spoorwegstation in de Duitse stadsdeel Püsselbüren van de plaats Ibbenbüren in Noordrijn-Westfalen, aan de spoorlijn Löhne - Rheine. Voor het goederenvervoer heeft het station nog steeds Esch (Westfalen). Het station is de laatste locatie in Ibbenbüren met een goederenstation voor industrie en de havens van Uffeln.

## Geschiedenis
Het station Esch (Westfalen) werd als halte (Haltepunkt) op 1 augustus 1889 in gebruik genomen. Voor de naam Esch werd gekozen omdat de naam Püsselbüren (het dorp waar het station in ligt) gereserveerd was voor de goederenafhandeling van de Püsselbürener Förderstollen, maar ook voor goederen naar fabrieken zoals de cokesfabriek, Kösters Glashütte of de steengroeven. Vandaag de dag liggen de sporen van station Püsselbüren nog in de latere kolenwasserij van de tot 1979 in gebruik geweest zijnde kolenmijn Westfeld.
De naam Esch stamt van Apken Esch, een boerengehucht in het huidige Püsselbüren. Püsselbüren was toen ook nog een gehucht van Ibbenbüren en niet een stadsdeel van de stad. Toen station Püsselbüren werd gesloten, werd geprobeerd om station Esch te hernoemen naar Püsselbüren, maar dit mislukte omdat de spoorwegen geld vroegen voor de naamsverandering.
Een sterke groei van het goederenvervoer kwam door de opening van de kolenmijn in 1928. De Oeynhausenschacht in de Schafberg werd toen geopend. 
Een zwaar ongeluk vond plaats op oudjaarsavond 1944. Een met munitie geladen goederentrein, die op het station was opgesteld, werd door een laagvliegend vliegtuig in brand gestoken. In een van de wagons lag in het stro een V-1 raket, welke zorgde voor een grote explosie. Een ander ongeluk vond plaats in 1948, toen de remmen van een stoomlocomotief van de mijnspoorweg weigerden, waardoor de met steenkolen beladen goederenwagens ontspoorden en omkiepten.
In het jaar 1962 werd een nieuw hoogtepunt in het goederenvervoer bereikt, toen de verbinding met de Ibbenbürener haven in Uffeln gereed kwam. In 1972 werd het oude klassieke beveiliging vervangen door een NX-beveiliging die bij de spoorwegovergang werd geplaatst.

## Vervoer van vandaag

### Reizigersvervoer
Het reizigersvervoer wordt over twee perronsporen afgewikkeld. Naast station Ibbenbüren-Esch zijn er ook twee andere stations in Ibbenbüren, namelijk station Ibbenbüren en -Laggenbeck
De volgende treinseries doen station Ibbenbüren-Esch aan:
| Serie       | Treinsoort                       | Route | Bijzonderheden                    |
| ----------- | -------------------------------- | --- | --------------------------------- |
| RE 60       | Regional-Express (Westfalenbahn) | Rheine – Ibbenbüren-Esch – Osnabrück Hbf – Bünde (Westf) – Löhne (Westf) – Bad Oeynhausen – Minden (Westf) – Hannover Hbf – Lehrte – Braunschweig Hbf | Ems-Leine-Express 1x per twee uur |
| 20350 RB 61 | Stoptrein/Regionalbahn (Keolis)  | Hengelo – Bad Bentheim – Rheine – Ibbenbüren-Esch – Osnabrück Hbf – Bünde(Westf) – Bielefeld Hbf                                                      | Wiehengebirgsbahn                 |

### Goederenvervoer

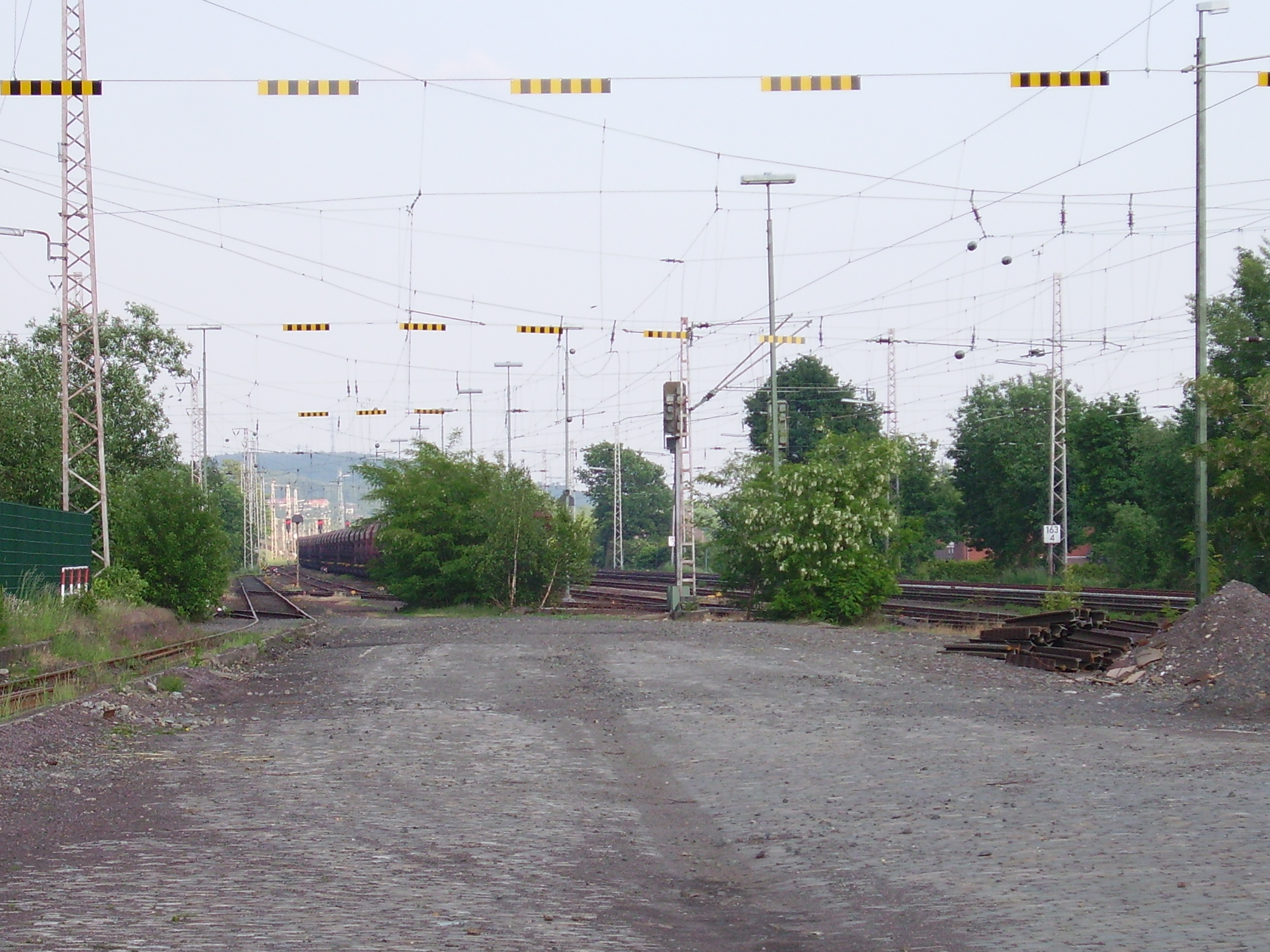
Goederenstation van Esch

Het goederenstation Esch is vandaag het laatst overgebleven in de stad Ibbenbüren. Hier werden alle steenkolen van de in 2018 gesloten mijn Ibbenbüren overgeslagen. Meerdere sporen van het goederenstation waren eigendom van de mijn, die ook een zijlijn van ongeveer een kilometer bezat. Deze zijlijn begin aan de voet van een steile lijn de Schafberg op. Hiervoor werden speciale locomotieven ingezet, om de treinen de berg op te slepen. De kolentreinen werden door de Deutsche Bahn verder getransporteerd, of naar de haven van Uffeln gebracht. 
De spoorlijn naar de haven wordt ook gebruikt voor andere bulkgoederen zoals grind. Een deel van de producten van AkzoNobel en Wibarco worden weer via het spoor vervoerd. 
De goederenwagons worden vervolgens opgehaald en naar Osnabrück Hauptbahnhof gebracht om daar tot diverse treinen te worden samengesteld.
Per maand werd er (voor de mijnsluiting) ongeveer 2 miljoen euro aan goederen via station Esch overgeslagen.